# Pionierpanzer

Pionierpanzer AEV3 Kodiak

Pionierpanzer (Abk.: PiPz; schweizerdeutsch: Geniepanzer) sind gepanzerte Kettenfahrzeuge der Pioniere (schweizerdeutsch: Genietruppen). Sie dienen dazu, der kämpfenden Truppe den Weg zu ebnen, Hindernisse zu überwinden, zu beseitigen oder zu räumen. Des Weiteren zählt zu ihren Aufgaben das Anlegen von Deckungen, sowie Berge- und Kranarbeiten. Um diesen Anforderungen gerecht werden zu können, sind sie mit den erforderlichen Spezialgeräten ausgestattet.
Da die Armeen der verschiedenen Länder teilweise völlig unterschiedliche Anforderungen an das Gerät stellen, bestehen innerhalb der nur kleinen Kategorie der Pionierpanzer gravierende Unterschiede. Bei allen gleich ist nur die Komponente „Erdbewegung“.

## Bundeswehr

### Räumpanzer

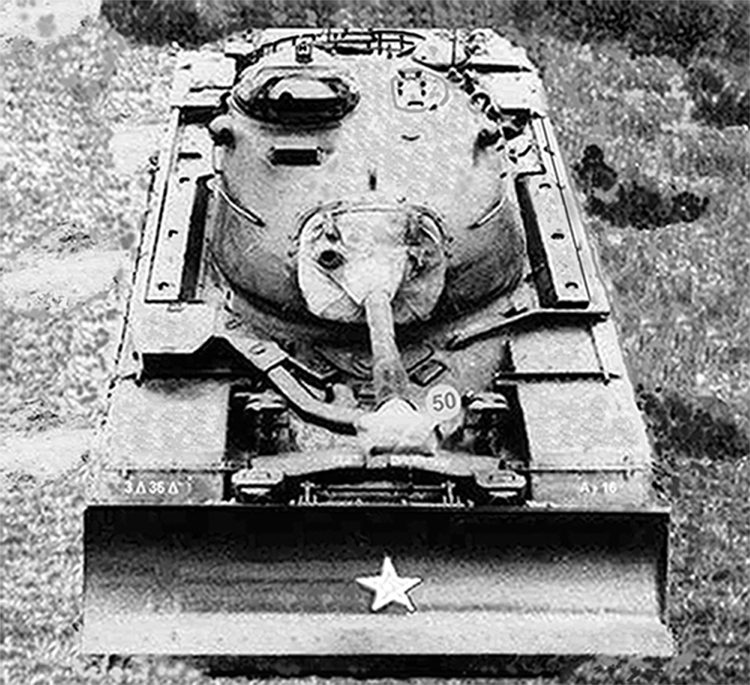
Räumpanzer M48 A2 Dozer blade

Bei der im Aufbau begriffenen Bundeswehr wurden die Panzerpionierkompanien zunächst mit einem Fahrzeug aus Beständen der US Army ausgerüstet. Es handelte sich hierbei um den „Räumpanzer“; ein Kampfpanzer M48A2, der frontseitig mit einem Räumschild ausgestattet war, der vom Fahrer bedient werden musste.
Es konnten nur grobe Arbeiten ausgeführt werden. Die Bezeichnung für dieses Fahrzeug lautete: M48A2DB (DB – Dozer blade), bei der Bundeswehr dann M48RPz und zuletzt ohne Kanone M48A2CR.

### Pionierpanzer 1

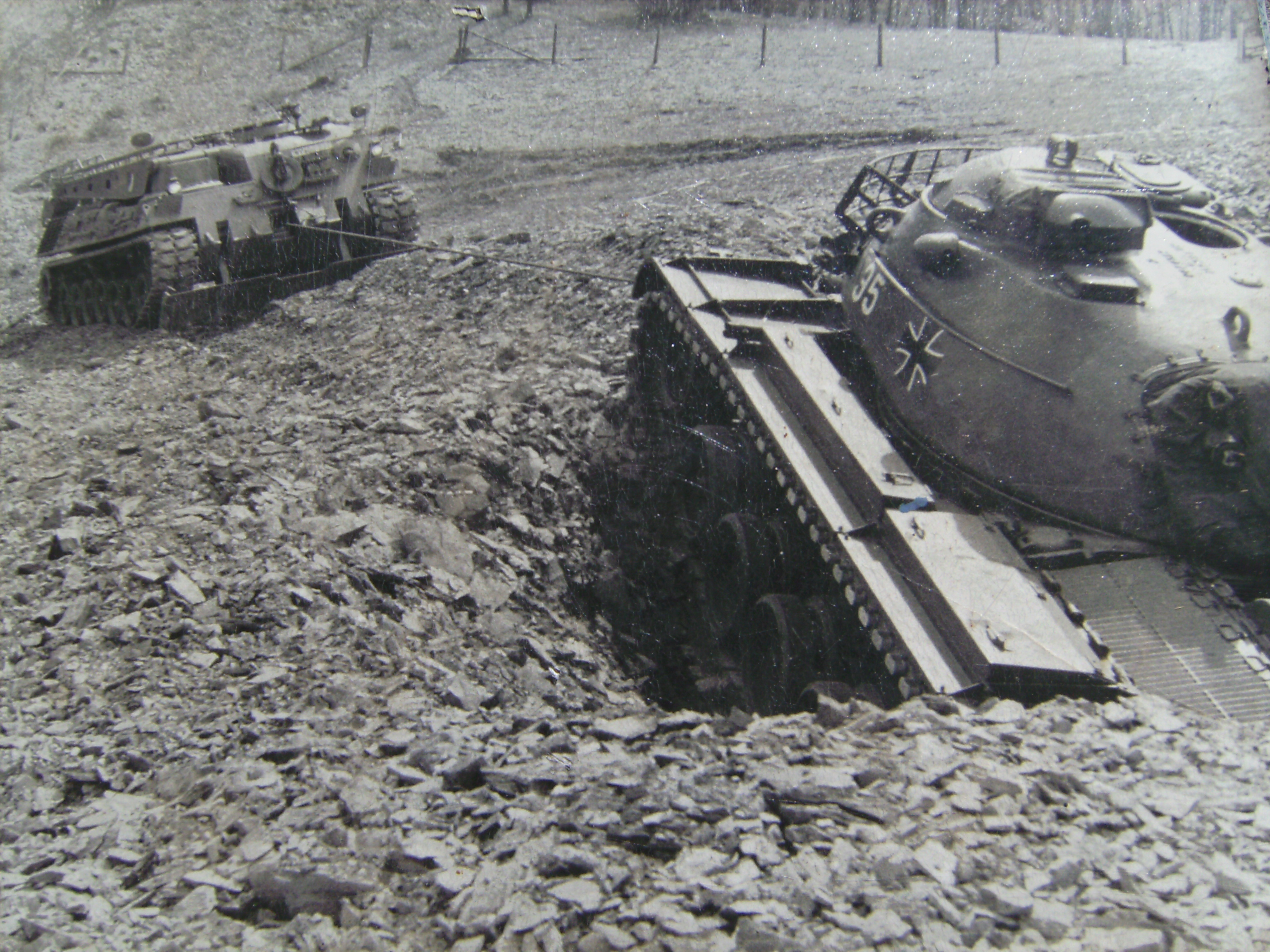
Pionierpanzer 1 in Baumholder beim Bergen eines Kampfpanzers M48

### Nachfolgemodelle

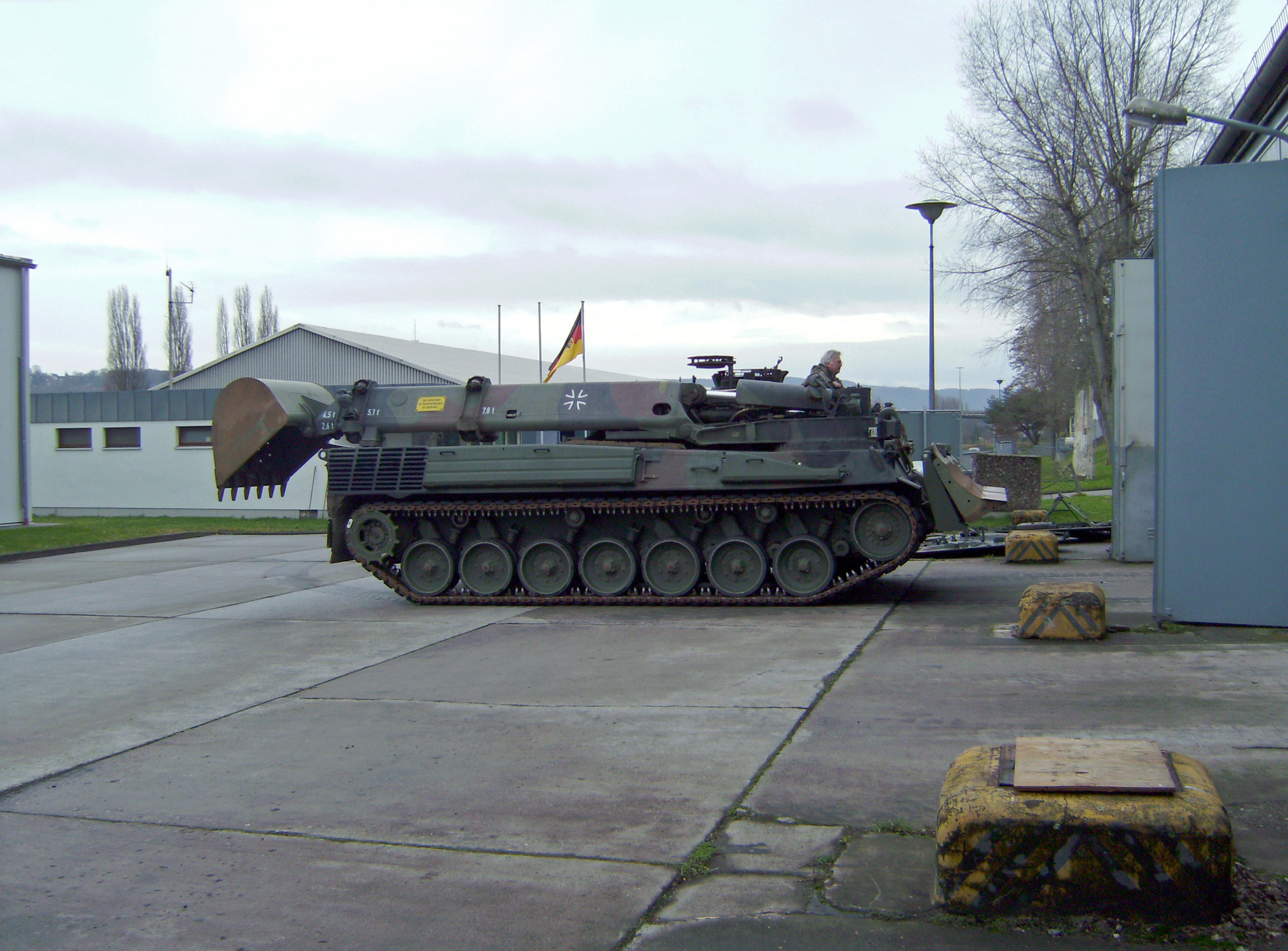
Pionierpanzer Dachs der GebPiUstKp 240 (2007)

Ende der siebziger Jahre begann man mit der Entwicklung eines verbesserten Nachfolgers. Von der Gepanzerten Pioniermaschine (GPM) wurden zwei Prototypen auf Fahrgestell der „Leopard-1-Familie“ hergestellt.
- GPM 1 MAK (Maschinenbau Kiel)

Rahmenarm-Knickbagger auf einem Drehturm (ähnlich einem Kampfpanzerturm), Schwenkbereich 360°
Anordnung Kommandant und Baggerführer im Turm wie beim Kampfpanzer Kommandant und Ladeschütze
teilbarer Räumschild mit Schnittwinkelverstellung
Bergewinde für 35 t
Gewicht 55 t max
Aus Gewichtsgründen wurde die Motorabdeckplatte aus Aluminium gefertigt.
Da die Baggerschaufel seitlich bis unter die Kette greifen konnte, war es theoretisch möglich, das Fahrzeug in Eigenleistung umzuwerfen.
- GPM 2 EWK (Eisenwerke Kaiserslautern)

2 Teleskoparm-Bagger mit Drehschemeln links und rechts vorn, Baggerarme nach hinten abgelegt, Schwenkbereich je 195°.
Dazwischenliegender Besatzungsraum (vorn Fahrer, dahinter Bediener, dahinter Kommandant), Bedienung des rechten Baggers durch den Fahrer, des linken Baggers durch den Bediener, der auch beide Baggerarme bedienen und somit den Fahrer übersteuern konnte.
Räumschild mit Schnittwinkelverstellung.
Bergewinde für 35 t
Gewicht 57 t max.
Die Bedienung der Aggregate erfolgte hier bereits über indirekt manuell/hydraulische gesteuerte Ventile. (sog. vorgesteuerte Ventile.)
Rückwärtsfahrend konnten (mit Hilfe der Teleskopbaggerarme) Steigungen von 85 % überwunden werden.
Da die Fahrzeuge viel zu schwer waren, dadurch hoffnungslos untermotorisiert und auch die Hydraulikanlage zu kompliziert war, sowie wegen der ausufernden Kosten, wurde das Vorhaben eingestellt.
Man entschied sich dann für den Pionierpanzer Dachs als Nachfolger, der keine Neuentwicklung, sondern eine Verbesserung des bisherigen Konzepts ist.

## Andere Armeen
Während der aktiven Zeit des Pionierpanzer 1 verfügten die anderen NATO-Armeen über die folgenden Pionierpanzer:

### Französisches Heer

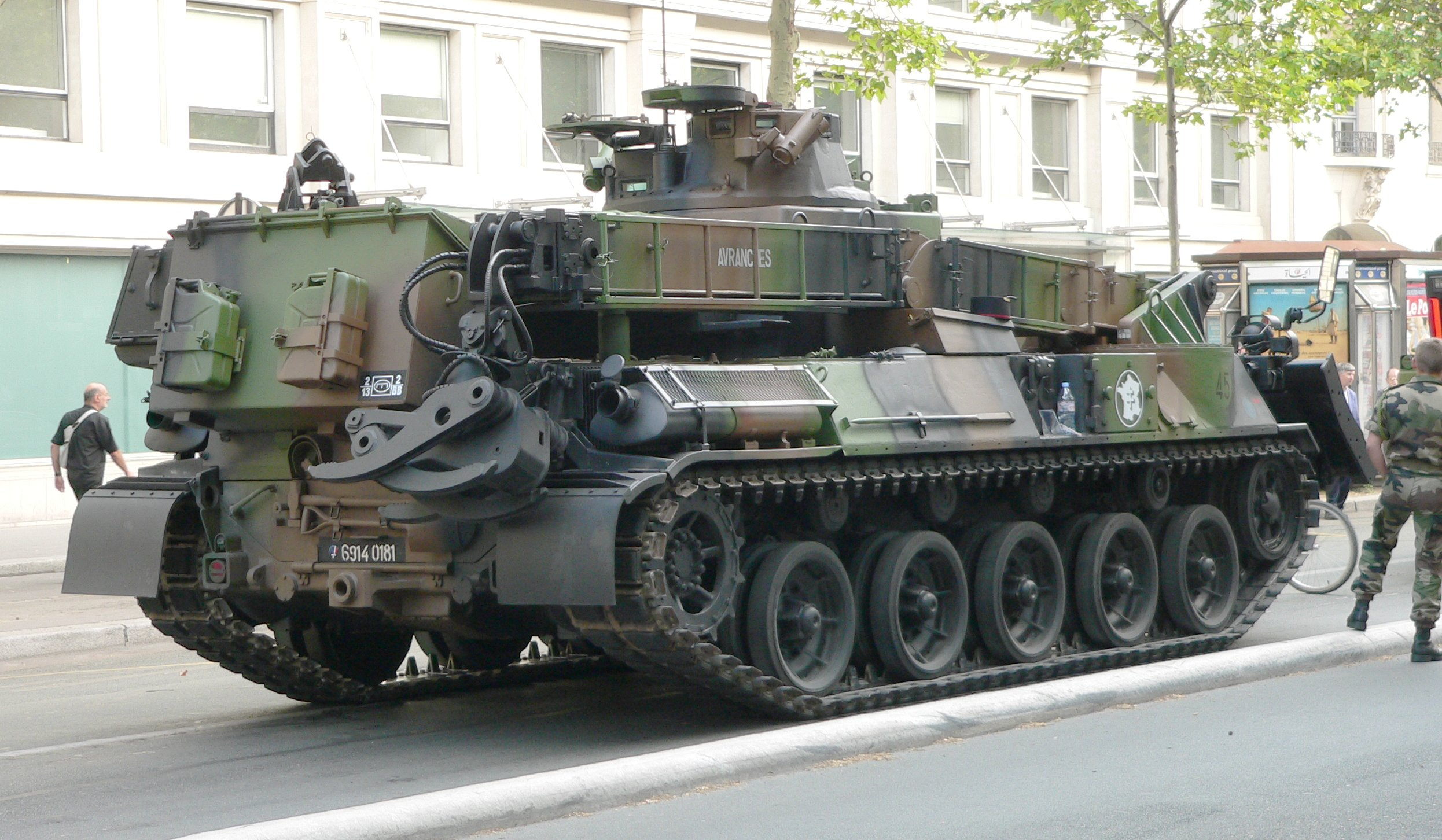
Engin Blindé du Génie

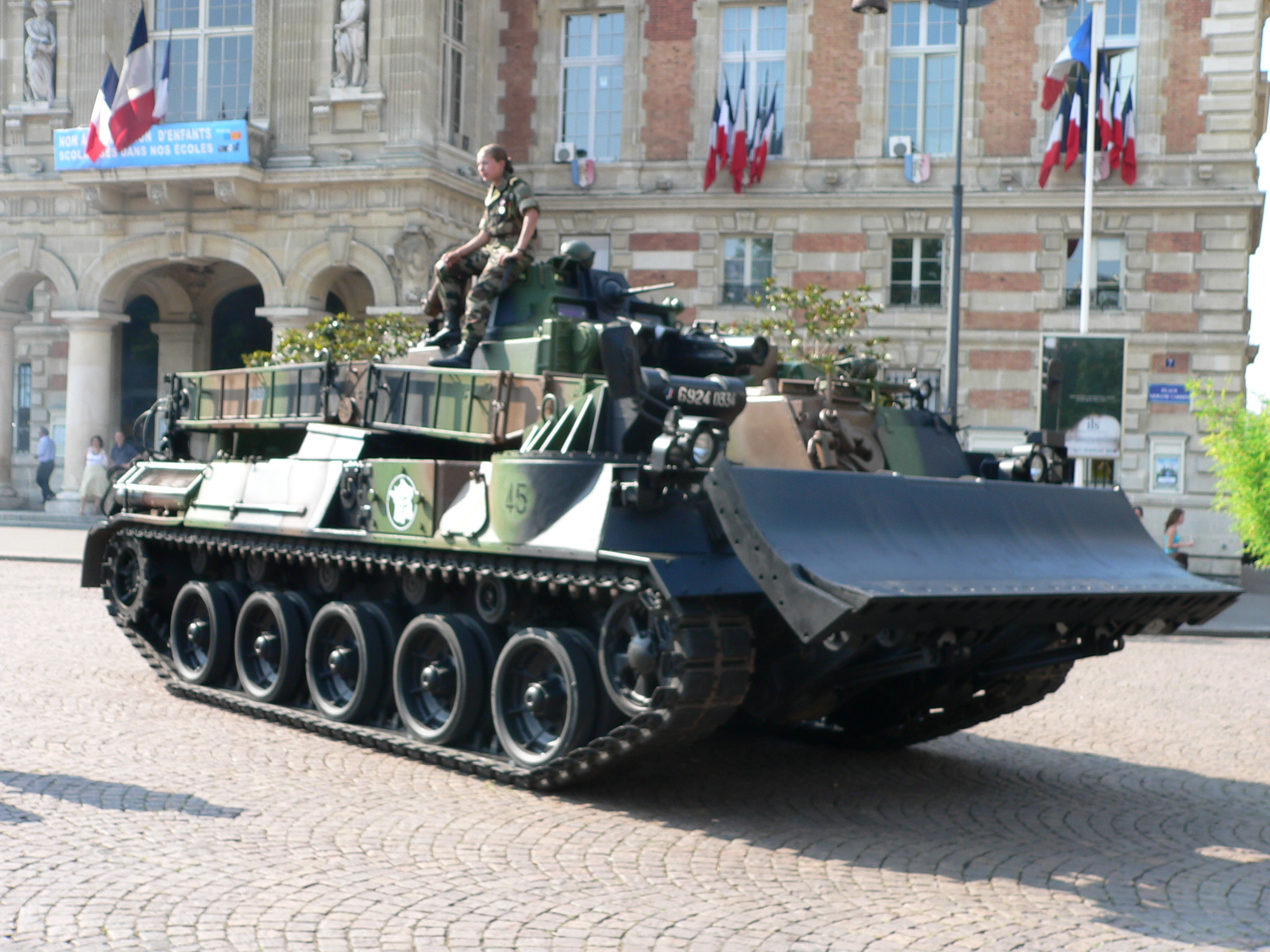

- EBG (Engin Blindé du Génie) auf Basis des Kampfpanzers AMX 30B2

Länge: 8,29 Meter
Breite: 3,35 Meter
Gewicht: 31000 kg
Kraftstoffvorrat: 990 Liter für ca. 500 km Straßenfahrt oder 16–18 Stunden Arbeitseinsatz
Besatzung: 3 Mann
Steigfähigkeit: 60 %
mögliche Querneigung: bis 30 %
Bodenfreiheit: 45 Zentimeter
Räumleistung: ca. 200 m³/h
Räumschild und knickbarer 15-Tonnen-Teleskopkranarm mit Krallengreifer (Stammgreifer)
Erdbohrgerät
Seilwinde: 35 t Zugfähigkeit, 80 Meter Seillänge
Minenwerfer für Antipanzerminen (Mine antichar dispersable – AC DIS Mle F1)
20 Minen an Bord (Wurfweite bis 260 Meter)
Mörser für 10 kg Explosivladungen (Canon de demolition 10 kg d'explosif)
5 Ladungen an Bord (Wurfweite 30–550 Meter)
Maschinengewehr 7,62 mm
Hilfsmotor für Hydraulikanlage
bis voraussichtlich 2020–2025 im Dienst

### US Army

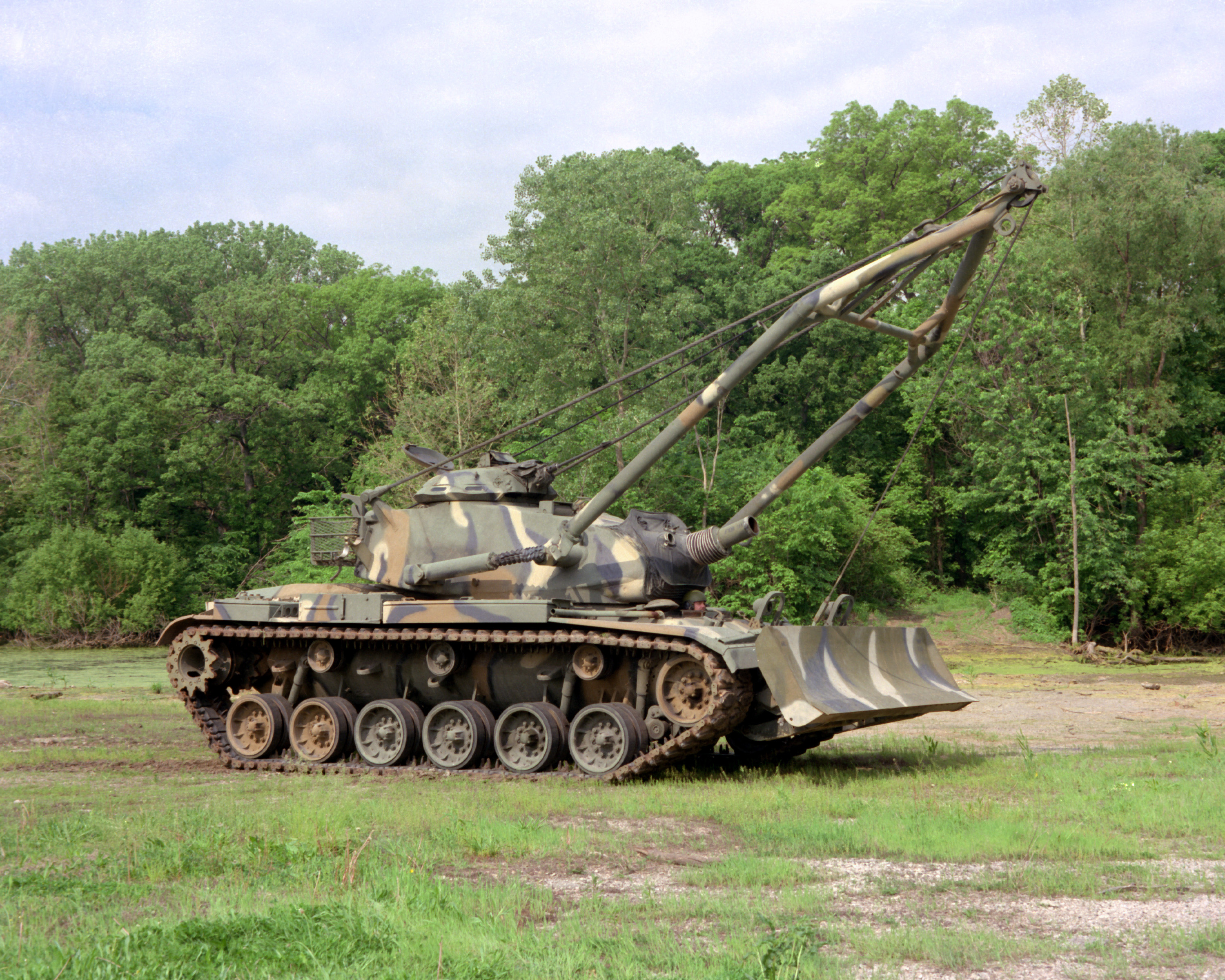
M728 CEV

- M728 CEV (Combat Engineer Vehicle)

Turm und Wanne vom Kampfpanzer M 60 mit am Turm befestigtem „A“-Kranbaum von 15 t Tragfähigkeit
Hydr. Räumschild an der Frontseite
Länge: 8,64 m
Breite: 3,60 m
Höhe: 3,26 m
Gewicht: 54 t
Geschwindigkeit Straße max: 48 km/h
Bewaffnung: 1 Petard 165-mm-(Mörser) für 30-kg-Ladungen, Schussweite 1000 m
1 Maschinengewehr 12,7 mm Browning M2 in Kommandantenkuppel
1 Maschinengewehr M60, koaxial
Entwicklung und Produktion: 1960 erster Prototyp als T 118 mit der Wanne des T-95-Prototyp Kampfpanzers
Truppenversuch: 1966
Eingeführt: 1967
Bei der US Army nicht mehr im Dienst.

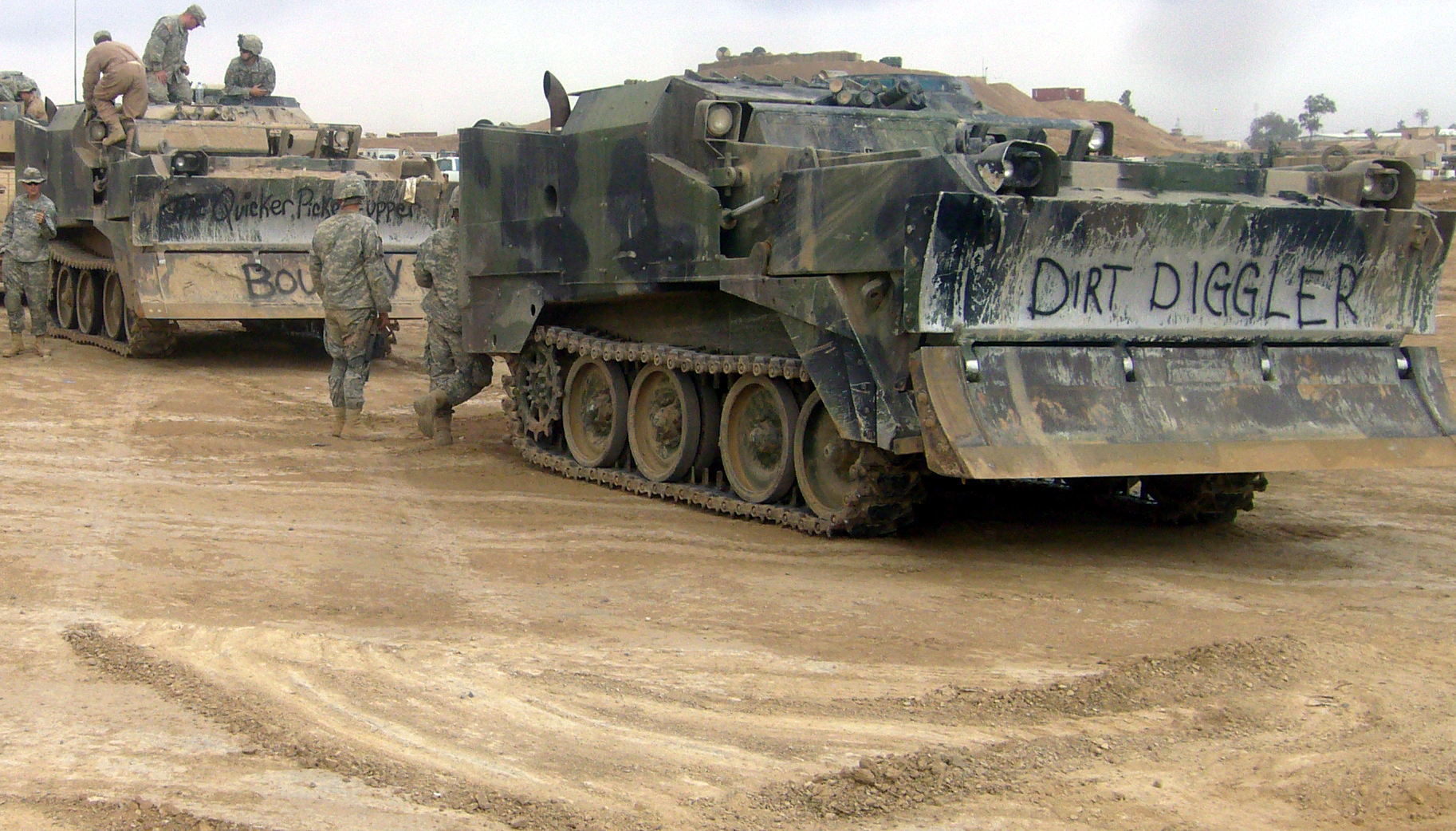
M9 AEV/ACV

- M9 AEV (Armored Engineer Vehicle) (Auch als „Armored Combat Earthmover“ bezeichnet)

Nur eine gepanzerte Planierraupe mit einer Ladefläche hinter dem Räumschild. (Eine Art gepanzerter Schubkarre)
Länge: 6,25 m
Breite: 3,10 m
Höhe: 2,70 m
Gewicht: 15 to
Motorleistung: 195 PS (Diesel)
1963 forderte die US Army ein neues Fahrzeug als Universal Engineer Tractor. Entwicklungen durch International Harvester als UET und Caterpillar als UETA. Nach Truppenversuchen wurde die Maschine von International Harvester ausgewählt. Sie sollte ein Konglomerat von vorhandenen Mehrzweck-Pioniermaschinen ersetzen. Erschwert wurde die Entwicklung durch mehrfache Änderung der ursprünglich geforderten Spezifikationen. Das Fahrzeug ist luftverlastbar in der C-130 Hercules (und größer).
Eingeführt: 1977
Besatzung: 1
Bewaffnung: Nebelwurfanlage
ABC geschützt
2018 noch im Dienst (Eine Kampfwertsteigerung wird durchgeführt)

### British Army
- Combat Engineer Tractor FV 180 1976 bis 2010
- Trojan (AVRE) seit 2007.
- Terrier Armoured Digger seit 2010

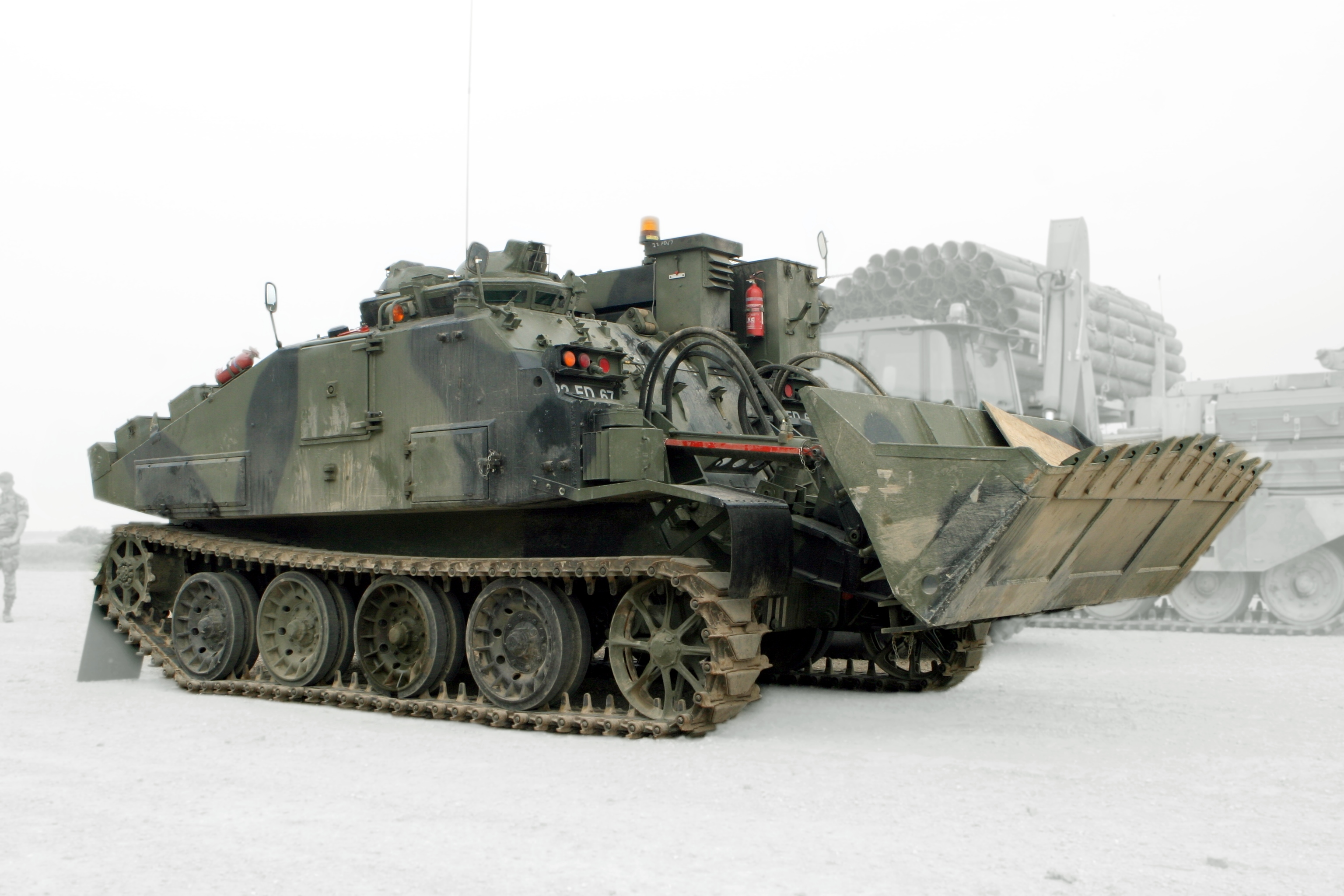
Combat Engineer Tractor FV 180
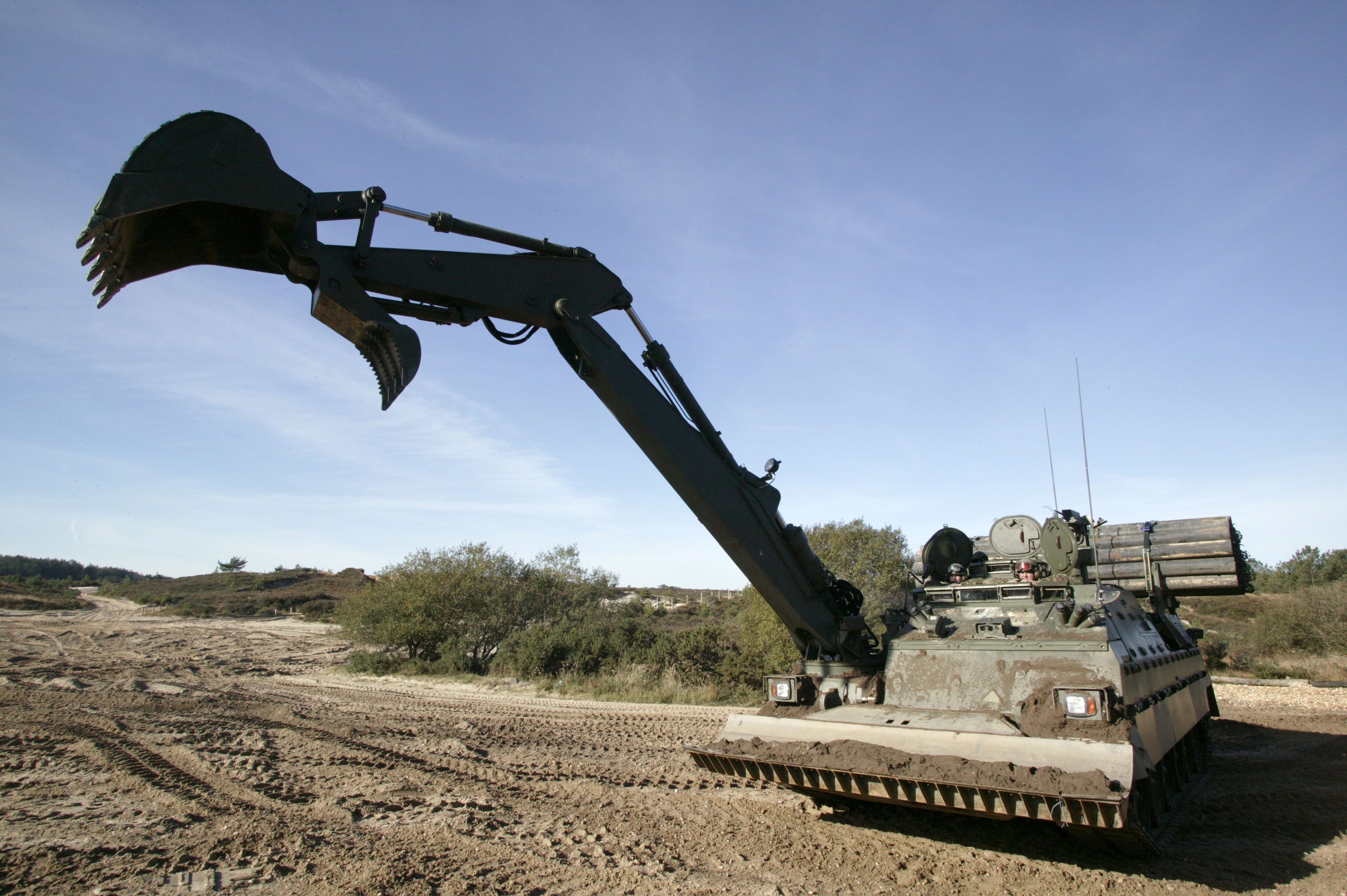
Trojan AVRE ohne Minenräumpflug
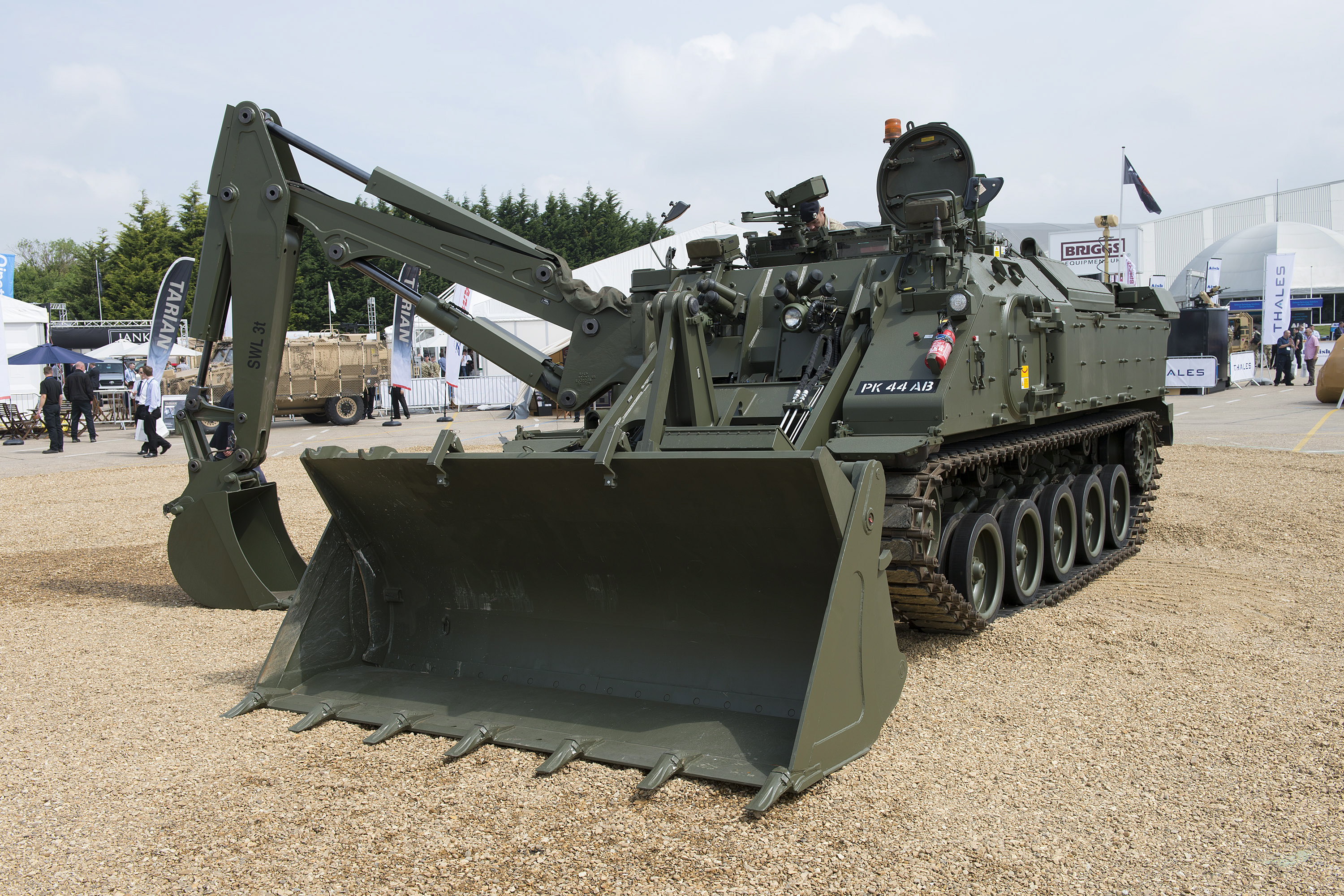
Terrier Armoured Digger

### Spanische Streitkräfte
- ALACRÁN CZ 10/25 E

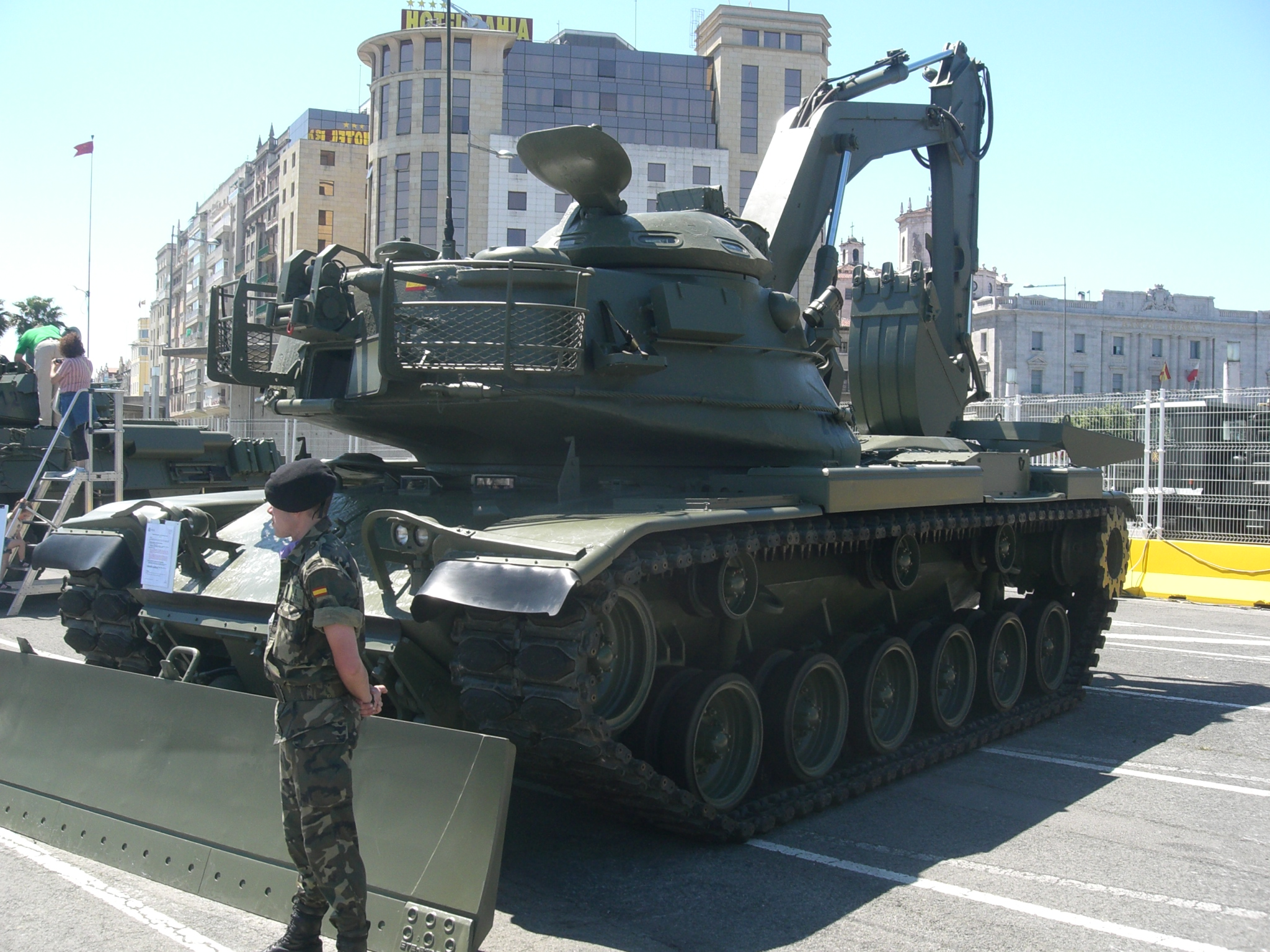
Pionierpanzer Alacrán

Nach Einführung des Leopard 2 als Hauptkampfpanzer wurden in Spanien einige der nunmehr überzähligen und nicht mehr benötigten Kampfpanzer M60 zu Pionierpanzern umgebaut. Die Kanone wurde dazu entfernt und auf der Kanonenblende ein hydraulischer Bagger befestigt. In Fahrstellung ist dieser Baggerarm auf der Motorplatte abgelegt. Weiterhin wurde das Fahrzeug frontseitig mit einem Räumschild ausgestattet. Die Besatzung besteht aus zwei Mann, die technischen Daten wie Abmessungen und Fahreigenschaften entsprechen nach wie vor denen des M60A3.

### Volksbefreiungsarmee
- GCZ-110: basierend auf dem Panzer Type 79
- GCZ-112: basierend auf dem Panzer ZTZ-96

### Indische Streitkräfte
- AERV: basierend auf dem Schützenpanzer BMP-2

## Staaten des Ostblocks
Der Warschauer Pakt und die militärtechnisch angelehnten, neutralen Staaten verfügten nach dem Zweiten Weltkrieg zunächst über nichts, was einem Pionierpanzer entsprochen hätte. Von der NVA der DDR wurde ein Kranpanzer mit der Bezeichnung T-55TK als Ersatzfahrzeug verwendet. Das Fahrzeug, originale Bezeichnung JVBT-55A, wurde in der CSSR auf Anforderung der NVA entwickelt. Es wurden insgesamt 688 Fahrzeuge, ausschließlich für den Export in 8 Nutzerländer, produziert.  Das Fahrzeug trat erstmals 1970 in Erscheinung und wurde von der NATO als ACR (Armoured Crane Vehicle) angesprochen. Diese Entwicklung wurde notwendig, da die gewünschte Beschaffung des IMR nicht realisiert werden konnte und diese Fahrzeuge als Ersatz eingesetzt wurden.
- Technische Ausrüstung:

ein frontseitiger Räum- und Stützschild sowie ein heckseitiger Erdsporn
ein um 360° drehbarer Kran auf der linken Seite (die Leistungsfähigkeit des Krans wird mit ausreichend für einen Turmzug angegeben, beträgt 20 t)
eine Seilwinde mit einfacher Zugkraft von 25 Tonnen

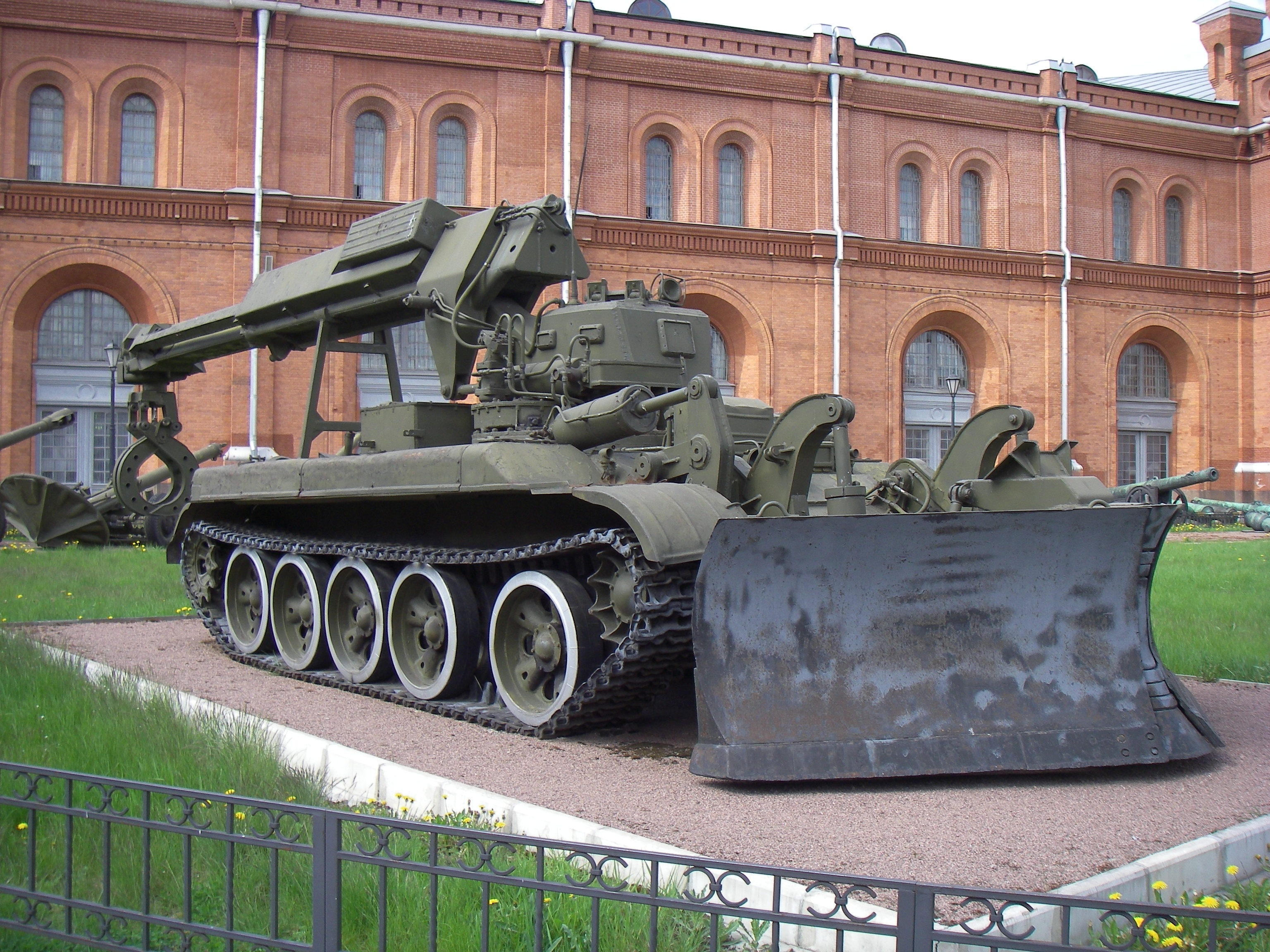
IMR CEV mit pfeilförmigem Räumschild

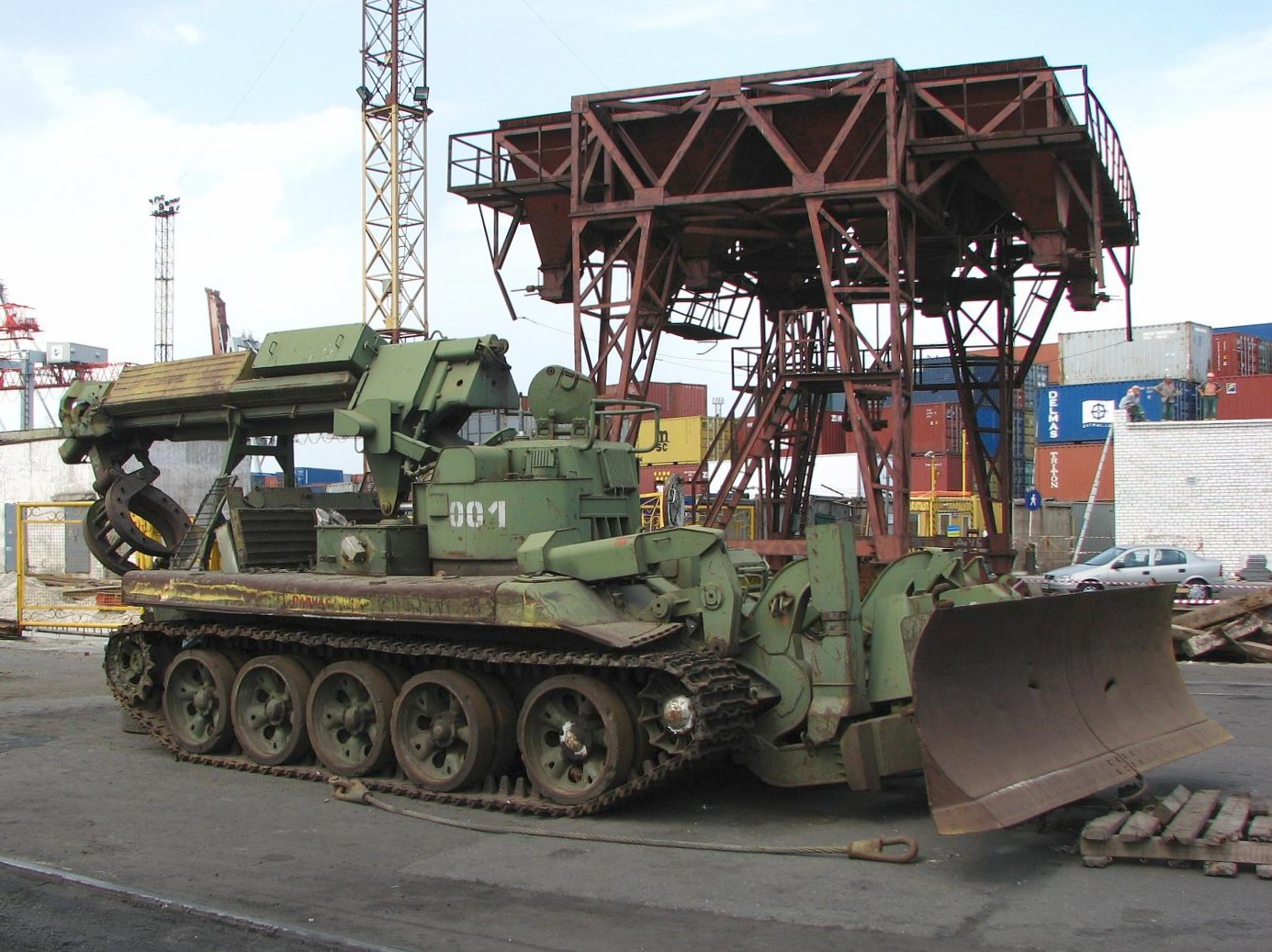
IMR CEV mit geradem Räumschild

Ab Anfang der 1970er-Jahre verfügten dann die Truppen des Ostblocks erstmals über einen reinen Pionierpanzer. Aus sowjetischer Produktion erschien der IMR (Inschenernaja Maschina Rasgraschdenija) auf dem Fahrgestell des T-55. Dieses Fahrzeug war mit einem Kranarm mit Stammgreifer sowie mit einem großdimensionierten verstellbaren Räumschild mit Oberflächengleitschuh ausgerüstet. Das Schild konnte in drei Stellungen betrieben werden. V-förmig, gerade und schräg. Der Oberflächengleitschuh verhinderte das Unterschneiden bei Planierarbeiten oder beim Schneeräumen. Der Kranarm war an einem gepanzerten Drehturm befestigt, der an Stelle des Gefechtsturmes montiert war. Zur Transportfahrt wurde der Kranarm nach hinten in ein Gestell abgelegt und der Greifer in einer Vorrichtung am Heck befestigt, das Schild wird nach hinten auf den Wannenbug geklappt.
- Abmessungen:

Maximale Breite über Räumschild: 3,48 Meter
Maximale Länge Räumschildspitze bis Ende Kranausleger: 10,60 Meter
Maximale Höhe bis zum aufgelegten Kranarm: 3,37 Meter
Anfang der 1980er-Jahre wurde der IMR-2 eingeführt. Er übernahm den pioniertechnischen Aufbau des IMR auf einem T-72-Fahrgestell. Die Verantwortlichen der Sowjetarmee wollten aus dem IMR ein Universalfahrzeug machen, weshalb er mit Minenräumeinrichtungen KMT-R und PU ausgestattet wurde. Das KMT-R basiert auf dem KMT-4. Mit den 2 PU-Vorrichtungen konnten Minenräumladungen verschossen werden, die in Holzkisten an den Seiten des Motorraumes auf den Kettenabdeckungen befestigt waren. Der Greifer konnte gegen eine Baggerschaufel getauscht werden. Das Fahrzeug wurde mit einem 7,62-mm-MG ausgestattet. Mitte der 1980er-Jahre wurde der IMR-2M vorgestellt. Die Hydraulikanlage wurde besser gegen Beschädigungen geschützt, die Minenräumeinrichtungen PU und das MG wurde entfernt. Die Erfahrungen mit dem Einsatz des IMR bei der Beseitigung der Folgen des Reaktorunfall in Tschernobyl führten zur Entwicklung einer ferngesteuerten Variante des IMR-2.
2008 wurde der IMR-3 vorgestellt. Der pioniertechnische Aufbau ist nun auf einem T-90-Fahrgestell angebracht. In der aktuellen Version IMR-3MA ist ein 12,7-mm-MG und ein Minenräumgerät am Fahrzeug.
In Polen wird auf Basis des in Lizenz gebauten T-72 und dessen Weiterentwicklung PT-91 der MID/MID-M gebaut. Er verfügt über ein verstellbares Schild. Es kann in gerader und gepfeilter Stellung betrieben werden. Auf der rechten Seite des Wannenbuges ist ein Kranarm angebracht. Er verfügt über einen Greifer, der gegen einen Baggerlöffel getauscht werden kann. Das Fahrzeug ist mit einer Seilwinde ausgestattet. Für Bergungsarbeiten bei Unterwasserfahrt ist der Anbau einer Ausstiegsröhre möglich.